# Snake's Revenge
『Snake's Revenge』（スネークズ リベンジ）はコナミから欧米でのみ発売されたNES用ゲームソフト。ファミコン版『メタルギア』の続編である。

## 概要
オリジナルのMSX2版『メタルギア』ではなくファミリーコンピュータで発売された移植版の続編である。FC版同様、生みの親の小島秀夫は関わっていない。
もともと市場拡大を目指して製作されたファミコン版『メタルギア』だったが、海外ではミリオンヒットし、海外NES市場にて小島と関わりのない別の部署で続編が製作されることになった。またこの部署のプログラマーの一人から小島に「ファミコン版メタルギアの続編を作っている」「小島の『メタルギア2』がみたい」と伝えられ、小島はその要望にこたえるように一晩で続編のシナリオを書き上げたというエピソードがある。またその時に書き上げたシナリオが『メタルギア2 ソリッドスネーク』として世に送り出されることになり、ある意味シリーズの分岐点ともいえる作品である。
なお、今作は本家である『メタルギアソリッド』ともパラレルワールドの『メタルギア ゴーストバベル』とも世界観を共有しない。『メタルギアソリッド2』でスネークは刃物を使わないと言っているが、本作ではナイフを使っている。
長らく移植や日本での発売はされなかったが、『メタルギア ソリッド:マスターコレクション Vol.1』に収録される形で復刻され、日本でもプレイ可能になった。ただし、日本語化はされておらず対応言語は原作同様に英語のみ。

## システム
この作品は匍匐ができず敵の視界も真正面のみ、とMSX版『メタルギア』のシステムに倣って製作されている。さらに本作独自のシステムとして上からの見下ろし視点以外にサイドビューの横スクロール型シーンが存在する。
この作品は海外向けのため、難易度が極端に高い。注目すべき点は敵の強さであり、他のメタルギア作品はスネークがパワーアップしていき最後には敵に見つかってもさほど脅威ではなくなってくるが、今作は敵に見つかった場合は一定数倒さないと警戒が解除されず、スネークがパワーアップしていくにつれて敵もどんどんパワーアップしていく。中には触れるだけで死亡する爆発兵も存在し、「敵に見つかってはいけない」というメタルギアシリーズのコンセプトを一貫して守っているともいえる。
「無線機を使用して仲間とコンタクトを取り必要な情報を収集する」というシステムは本作でも健在だが、本作では周波数を合わせるのではなく、直接連絡相手を選ぶ方式に変わっている。またバッテリーが切れると無線機が使えなくなるため、「無駄な連絡はしない」「まめに充電する」といった対処が必要になる。

## ストーリー
アウターヘブンを陥落後、ある要塞であらゆる地形に対応できる核搭載二足歩行戦車が開発されているという情報を入手。FOXHOUND隊員・ソリッド・スネーク大尉に潜入任務が依頼される。任務は敵要塞内に仲間と共に潜入、メタルギアを破壊することであった。
スネークは海軍情報局出身。ジョン・ターナー、海兵隊員・ニック・マイヤーと共に敵要塞内に潜入任務を遂行する。そしてメタルギア格納庫にて量産型メタルギアを破壊し脱出しようとするが、ニックが消息不明になり、母体メタルギアはまだ破壊されていないことがわかった。
こうしてもう一度要塞メインベースに戻り、謎のコードネーム「your Person」とコンタクトを取るために潜入を再開する。

## キャラクター
ソリッド・スネーク
アウターヘブンを陥落させた英雄。階級は大尉。戦闘・格闘技術のエキスパートであり今回の作戦のリーダー。
ジョン・ターナー
海軍情報局に在籍していた潜入工作のプロフェッショナル。今作戦でスネークと共に潜入任務を遂行する。
ニック・マイヤー
現役海兵隊員であり、爆発物に関する知識はずば抜けている。今作戦においてスネーク、ジョンと共に潜入任務を遂行する。
ジェニファー
突然スネークに連絡をかけてきた美女。敵の司令官がメタルギアを使い世界中に核攻撃を仕掛けようとしているという情報を与えるが、実は敵側のスパイで情報撹乱のために送り込まれたyour Personである。
your Person
謎のコードネームをもった人物で何者なのかは不明。スネークたちよりも先に潜入しており、メタルギアについて重要な情報を握っているらしい。
ビッグ・ボス
前作『メタルギア』でのFOXHOUND総司令官であり、アウターヘブンの創始者。メタルギアを製造し全世界に核攻撃を仕掛けようとたくらむ今作品の黒幕。アウターヘブン陥落時に体を失い生命維持装置により生きるサイボーグとなってしまった。スネークに深い恨みを持っており、戦いを挑んできた。『メタルギア2』と違い、戦闘時には本物のロボットのような姿となる。

## 移植版
| No. | タイトル                                       | 発売日             | 対応機種                                                            | 開発元   | 発売元 | メディア                                       | 型式                                                                                                  | 備考               |
| --- | ---------------------------------------------- | ------------------ | ------------------------------------------------------------------- | -------- | ------ | ---------------------------------------------- | --- | ------------------ |
| 1   | メタルギア ソリッド:マスターコレクション Vol.1 | INT 2023年10月24日 | PlayStation 4 PlayStation 5 Nintendo Switch Xbox Series X/S Windows | エムツー | KDE    | UHD BD-ROM Switch専用ゲームカード ダウンロード | PS4 PPSA-14362 PS5 ELJM-30334 PPSA-14363 PPSA-14364 NSW HAC-P-BCK4A HAC-P-BCK5A XSXS INT 9NH7DCSM00R2 | 対応言語は英語のみ |

## その他
北米の発売元のUltra Gamesは、実体はコナミのダミー会社である。北米では日本同様に任天堂により一社が年間に発売できるソフト本数に制限が課せられていたため、このような措置が必要になった。

## スタッフ
- プログラム： H.AKAMATSU（赤松仁司）、K. YAMASHITA（山下幸紀）、Y. OKUDA（奥田康雄）、S. FUKUOKA（福岡壯治）
- グラフィック： A. NOZAKI、T. FUJIMOTO（藤本武史）
- サウンド： T. OGURA（小倉努）
- スペシャル・サンクス： KONAMI PC TEAM